# بورشتل (شلسویگ-هولشتاین)
بورشتل (به آلمانی: Borstel) یک شهر در آلمان است که در زگه‌برگ واقع شده‌است. بورشتل ۱۲۷ نفر جمعیت دارد.